# Lauren Lane
Pour les articles homonymes, voir Lane.
Lauren Lane, de son vrai prénom Laura, (née le 2 février 1961 à Oklahoma City aux États-Unis) est une actrice américaine.

## Biographie
Elle est diplômée de l'université du Texas et a obtenu une maîtrise au conservatoire de théâtre de San Francisco. Après ses études, elle débute sur les planches dans plusieurs productions régionales. Lauren Lane tient un des rôles principaux dans le film Interface en 1984. Elle fait ensuite quelques apparitions dans des séries télévisées telles que Rick Hunter ou la Loi de Los Angeles. Elle est aussi une élève de Daniel Davis lorsqu'elle prend des cours de comédie. Parallèlement, Lauren est membre de l'Actor's gang, une troupe de théâtre domiciliée à Los Angeles.
La carrière de l'actrice connait un véritable tournant en 1993, lorsqu'elle obtient le rôle de C. C. Babcock dans la série Une nounou d'enfer. Elle interprète ce rôle pendant six ans et met entre-temps au monde une petite fille, Katherine, née le 27 février 1998.
La série terminée, et ayant eu selon ses dires, des difficultés à retrouver du travail, Lauren, divorcée, quitte Los Angeles avec sa fille, pour aller s'installer à Austin, où elle est désormais professeur de théâtre à l'université de San Marcos[réf. nécessaire]. 
Lauren a retrouvé tous les acteurs de la série Une nounou d'enfer en juin 2004 pour tourner The Nanny Reunion: A nosh to remember. Depuis, l'actrice est également remontée sur les planches à Austin, dans la pièce Les Monologues du vagin, puis dans The clean house et dans House of several stories.
Lauren interprète le rôle de Becky pendant l'été 2010 dans la pièce Becky's new car au Zach Theatre à Austin.

## Filmographie

### Cinéma
- 1984 : Interface – Amy Witherspoon
- 1987 : Positive I.D. – Dana
- 1992 : Nervous Ticks – Blonde
- 1998 : Gen¹³ – Ivana Baiul (voix)
- 2001 : Cutting Room – Joan Swanson

### Télévision
- 1991 : Rick Hunter – Sgt. Chris Novak (11 épisodes)
- 1991- 1992 : La Loi de Los Angeles – Julie Rayburn (5 épisodes de la saison 6 : 2, 7, 15, 16 & 17)
- 1993 : Perry Mason: The Case of the Skin-Deep Scandal (téléfilm) – Lauren Kent
- 1993 : South Beach – Matt O'Rourke (saison 1, épisode 3)
- 1993 à 1999 : Une nounou d'enfer – C.C. Babcock (145 épisodes)
- 1994 : Duckman – Voix (saison 3, épisode 15)
- 1994 : Burke's Law - Tanya Lovette (saison 2, épisode 5)
- 1999 : Partners – Barbara (saison 1, épisode 3)

## Théâtre
- 1989 / 1990 : Judevine
- 1993 : Blood! Love! Madness!
- 1994 : Electra
- 2001 : Dinner with Friends (en)
- 2005 : The vagina monologues
- 2008 : The clean house
- 2009 : House of several stories
- 2010 : Becky's new car

## Apparitions diverses
- 1997 : Regis and Kathy Lee show
- 1998 : Emeril Live
- E! Farewell to the Nanny
- Die Nanny special
- 2004 : The Nanny Reunion: A nosh to remember